# Edward Gordon Craig
Pour les articles homonymes, voir Craig.
Edward Gordon Craig dit aussi Gordon Craig, né à Londres le 16 janvier 1872 et mort à Vence le 29 juillet 1966, est un acteur, metteur en scène, théoricien et décorateur de théâtre britannique influent. Il est l'un des tout premiers scénographes modernes du XXe siècle.

## Biographie

### Origines et enfance
Fils de la comédienne Ellen Terry et de l'architecte et scénographe Edward William Godwin, frère de la metteuse en scène, directrice de théâtre et costumière Edith Craig, Edward grandit dans le milieu théâtral. Il fait ses études au Lyceum Theater, dirigé à l'époque par Henry Irving dont la vision historico-réaliste du théâtre contemporain se rapproche de celle des Meininger. Craig, lecteur de Shelley et de la poésie de Ruskin, s'intéresse à la gravure ainsi qu'à la peinture et forge son répertoire théâtral grâce aux grands rôles du théâtre shakespearien qu'il interprète durant de nombreuses représentations dès 1893.

### Les débuts
Dès 1897, il abandonne définitivement le métier de comédien et va hésiter durant trois années sur la voie à prendre ; il dessine et pratique un dessin minimaliste, dont certains sont publiés par The Studio, The Artist et The Dome. C'est également une période prolifique pour la lecture, où tout en restant fidèle à l'esthétique d'un John Ruskin, il s'intéresse aussi à Léon Tolstoï, Goethe, Nietzsche ou Wagner. Ces lectures le confortent dans son refus du réalisme de l'art et, surtout, dans ses aspirations à une métamorphose de l'art scénique.

### La mise en scène
Ses premières pièces en tant que metteur en scène sont des opéras : le livret de Purcell, Didon et Énée montée en 1900, Le Masque de l'amour de Haendel en 1901 ou encore, un an plus tard, Acis et Galatée de Joseph Moorat. Il est, pour toutes ces œuvres lyriques, aidé dans la direction musicale par Martin Shaw. Ses mises en scène tentent grâce à une utilisation picturale des lumières et un décor d'une grande sobriété, de créer un lien entre le mouvement musical et le geste scénique en se détachant du réalisme et de l'historicité. Il travaille également sur l'esthétisme du matérialisme scénique ainsi que sur l'incarnation symbolique du personnage à travers les passions et les forces qu'il contient. Il met en scène dans cette optique en 1903 une œuvre d'Ibsen intitulée Les Vikings et une pièce de William Shakespeare Beaucoup de bruit pour rien. L'expérience est un échec commercial complet, mais une véritable réussite artistique qui lui attire les bonnes vues de plusieurs hauts dignitaires européens, notamment celles d'un aristocrate allemand, le comte Kessler qui l'invite à la cour de l'empereur d'Allemagne. C'est le début d'une reconnaissance européenne pour sa recherche créatrice.
En même temps que la rencontre avec Isadora Duncan, entre 1904 et 1905, Craig continue ses voyages à travers l'Europe. C'est également la période de ses premiers écrits théoriques publiés en allemand puis traduits en français en 1920, virulents essais contre le réalisme et l'exubérance des décors avec deux essais fondamentaux, À propos du décor de théâtre en 1904 et L'Art du théâtre, premier dialogue en 1905. Craig y expose sa vision novatrice du métier de metteur en scène qu'il considère comme l'artiste principal puisqu'il doit connaître la totalité des techniques scéniques, tant d'un point de vue technique (régie, son, lumière, accessoire, décor...) que du point de vue du jeu de l'acteur, pour pouvoir donner une cohérence et une uniformité au spectacle.

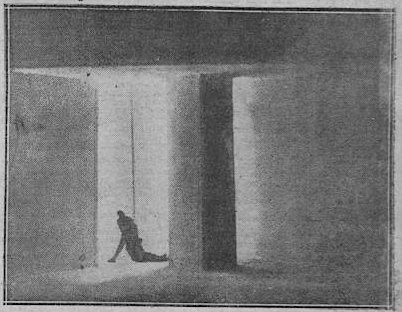
Esquisse pour Hamlet (1910-1911), publiée dans Comœdia.

Malheureusement, ses mises en scène restent souvent à l'état d'ébauches : en 1905 La Tempête et Macbeth ou encore Le Roi Lear en 1908, trois pièces dont Max Reinhardt charge Craig de faire la mise en scène. Certains de ses projets ne voient même jamais le jour, comme la mise en scène de Macbeth à Londres en 1910. Mais généralement, c'est Craig lui-même qui rompt les contrats, refusant de modifier ses projets en fonction des adaptations techniques et scéniques nécessaires. Plusieurs contrats sont ainsi rompus, notamment en Allemagne. Ses contacts à Paris avec Jacques Rouché n'ayant pas donné suite, Craig ne fait plus qu'une ultime grande mise en scène : Hamlet, grâce à l'invitation de Stanislavski au théâtre d'art de Moscou. La préparation de ce dernier spectacle dure plus de trois ans et les répétitions sont partagées entre Moscou et l'Italie pour aboutir à la première représentation à Moscou le 5 janvier 1912 : les esquisses scénographiques dont on a gardé la trace révèlent un dépouillement radical, à l'opposé de ce qui se pratique.

### La surmarionnette

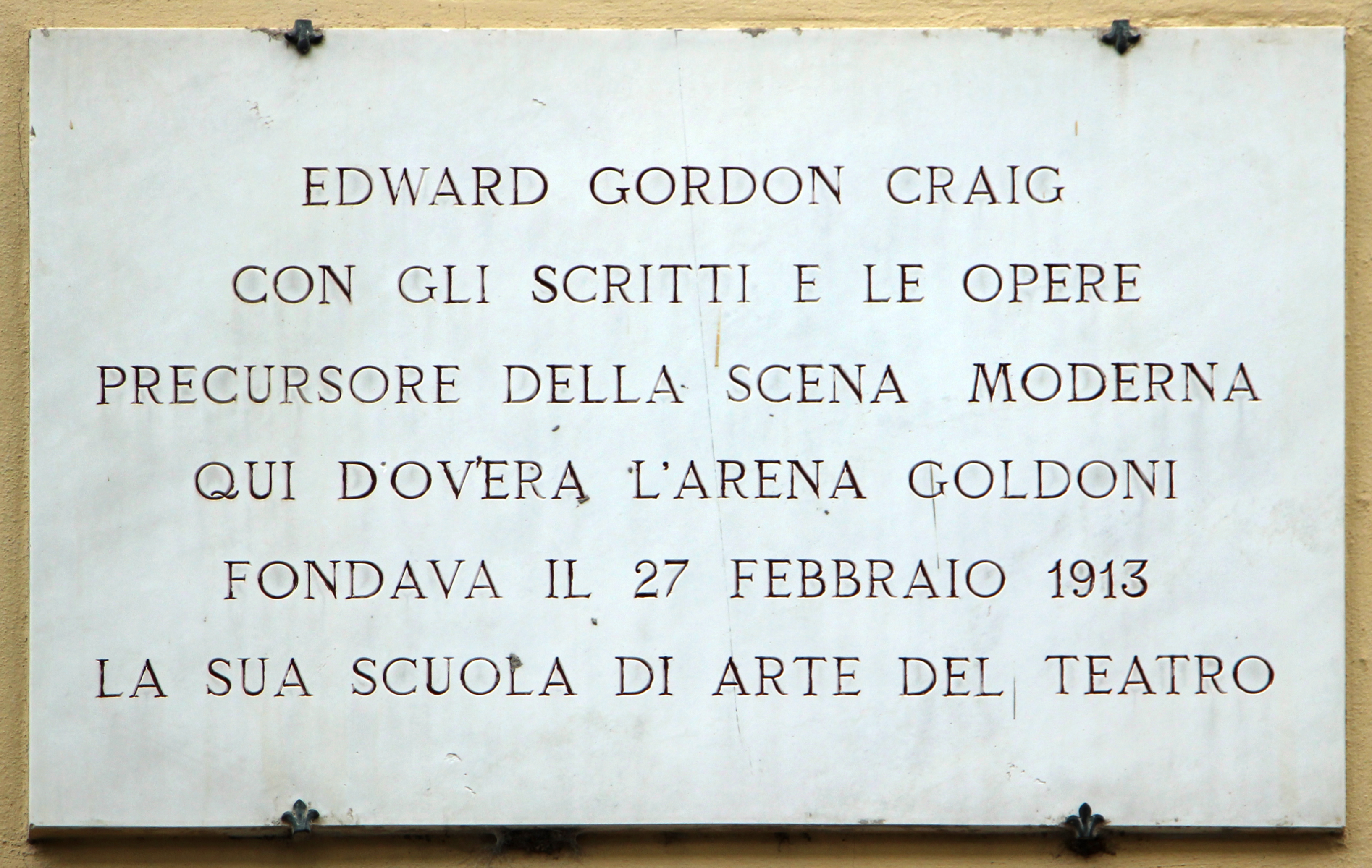
Plaque à Florence, via de' Serragli 107, en hommage à L'Arena Goldoni.

En février 1913, Craig ouvre une « école de l'art théâtral vivant » (A Living Theatre) à Florence, appelée « L'Arena Goldoni », lorsque toute une série d’écoles autour des théoriciens et metteurs en scène importants fleurit dans les années 1910/1920. C’est le mouvement des anti-conservatoires, tourné vers l’expérimentation et le renversement des traditions.
Cette école est un laboratoire expérimental qui n’est pas fait pour apprendre un métier d’acteur, de scénographe, de metteur en scène et qui n’est pas un support pour ensuite présenter des mises en scène. C’est vraiment un laboratoire expérimental, lieu où se retrouvent acteurs, scénographes, techniciens, décorateurs, pour voir comment réaliser des idées, mener des expériences qui se veulent innovantes.
Il met en place la réflexion, menée depuis 1905, sur la « surmarionnette »: il juge que l'humain est trop soumis au flux d'émotions changeantes. Comme les symbolistes, il pense que la solution réside dans la marionnette. Dans ce centre, les élèves « doivent apprendre à la manipuler, mais aussi à la sculpter, afin d'analyser la source du mouvement et de trouver dans leur propre corps cette même fluidité ». La Première Guerre mondiale ruine ce projet et Craig se lance dans l'écriture d'un cycle de pièces pour marionnettes.

### Le retrait
En 1918, il lance un périodique théâtral, The Marionnette (12 numéros), qui eut une certaine influence sur Oskar Schlemmer, entre autres. 
Le niveau d'exigence de Craig, et son refus d'accepter la production d'un spectacle sans en avoir le contrôle total, rend toute collaboration très difficile. Sa dernière mise en scène se déroule au théâtre royal de Copenhague en 1926, pour Le Prétendant d'Ibsen. 
En 1929, en collaboration avec Harry Kessler, il produit une remarquable suite de gravures sur bois destinée à une édition en allemand de Hamlet, traduite par Gerhart Hauptmann (Weimar, Cranach Press).
Craig s'exile ensuite volontairement, d'abord à Florence, puis en France, à partir de 1936. Il divorce en 1932 de la violoniste Elena Meo, la fille de l'artiste italien Gaetano Meo, avec laquelle il a trois enfants. Il vit en concubinage avec sa traductrice en français, Daphne Woodward, avec laquelle il a une fille, Daphné « Two-Two », né en 1935.
En 1935, il effectue un voyage en URSS : à Moscou, on lui propose de prendre en charge la direction des théâtres, ce qu'il refuse.
Fin octobre 1941, Hans Posse, durant son troisième voyage à Paris, lui rend visite à son domicile situé à Saint-Germain-en-Laye et lui rachète une partie de ses archives, destinées au Führermuseum, pour la somme de 2,7 millions de francs. Fin 1942, réfugié en zone libre, il est arrêté par les forces d'occupation allemandes, puis interné et enfin libéré : en 1943, il est même fait publicité de ses ouvrages dans la presse parisienne.
Après la libération, il s'installe définitivement à Vence. En 1958, il est récipiendaire de l'Ordre des compagnons d'honneur. 
En 1948, Louis Jouvet, Gaston Baty et Jean-Louis Barrault témoignent de leur dette vis-à-vis de Craig.
Son ultime projet demeure inabouti à sa mort en 1966 : une pièce en 365 « mouvements » pour marionnettes, dont il construisait la maquette durant plus de trente ans.

## Œuvre

### Ouvrages et périodiques
- Henry Irving, Ellen Terry: Portraits, 19 illustrations, Chicago,  Herbert S. Stone / The Lakeside Press, 1899.
- The Page, revue illustrée, Hackbridge, At the Sign of the Rose, 1899.
- The Art of the Theatre, préf. de W. Graham Robertson (en), Édimbourg/Londres, T. N. Foulis, 1905.
- The Mask. A Monthly Journal of the Art of the Theatre, revue, vol. I-XV, Florence, 1908-1915, 1918, et 1923-1929.
  - « The Actor and the Über-Marionnette », article paru dans la revue The Mask, no 2, 1908.
- De l'art du théâtre (On the Art of the Theatre), Londres, Heinemann, 1911, trad. en français par Geneviève Seligmann-Lui, Paris, Éditions de la Nouvelle Revue française, 1920.
- Towards a New Theatre. Forty Designs for Stage Scenes, Londres, J. M. Dent, 1913.
- The Theatre — Advancing, Boston,  Little, Brown, and Company, 1919.
- The Marionnette, revue, nos 1-12, Florence, 1918-1919.
- Woodcuts and Some Words, préf. de Campbell Dodgson, Londres, Dent, 1924 - sur la gravure reproduisant quelques-uns de ses travaux graphiques.
- Books and Theatres, Londres, Dent, 1925.
- Henry Irving, Londres, Dent, 1930.
- Ellen Terry and Her Secret Self, Londres, Sampson Low, Marston & Co, 1931.
- Index to the Story of My Days, Londres, Hulton Press, 1957.
- Drama for Fools (Le Théâtre des fous), cycle de pièces pour marionnettes commencé en 1914, laissé inachevé bien que Craig ait continué d'y travailler jusqu'à sa mort. Traduction française parue aux éditions L'Entretemps.

### Exemples de production graphique

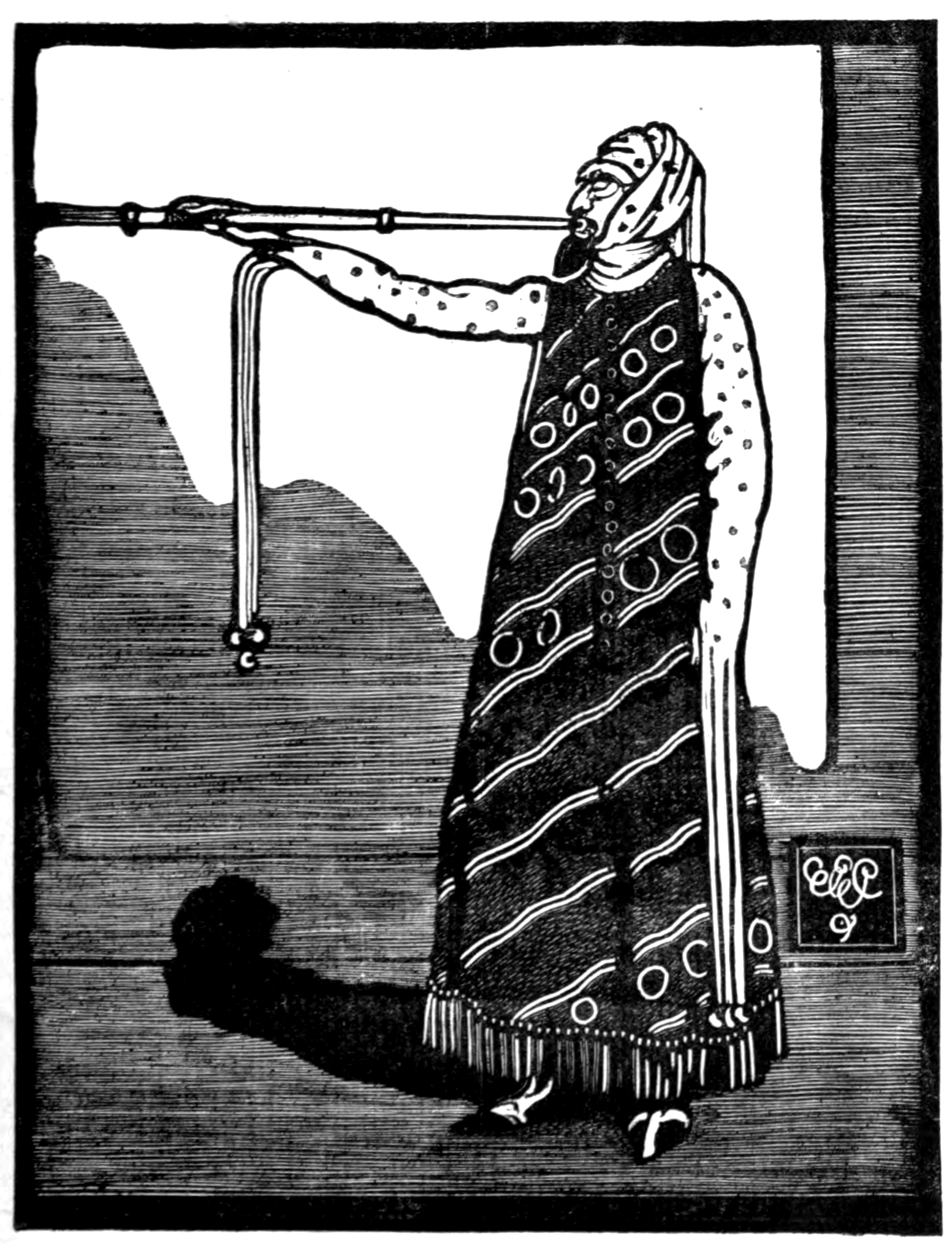
The Trumpeter, illustration pour The Venture Annual of Art and Literature (1903).
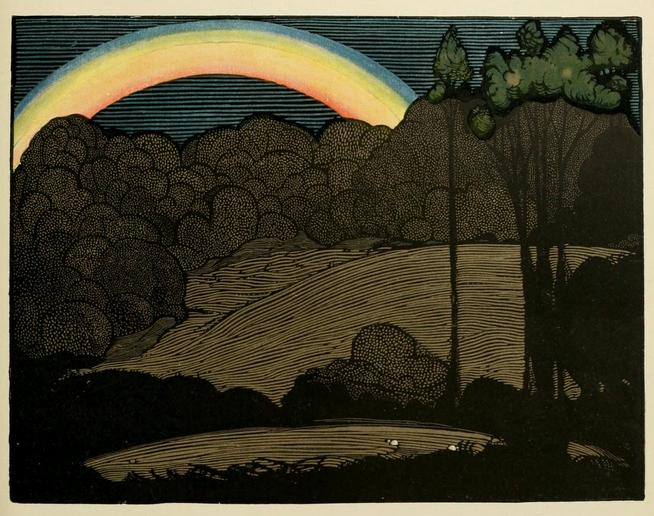
Composition chromolithographique, The Studio, septembre 1911.